# Juan Peralta Gascon
Juan Peralta Gascon (Pamplona, España, 17 de mayo de 1990) es un ciclista español, especializado en el ciclismo en pista. Ha participado en los Juegos Olímpicos de Londres en la prueba de keirin donde acabó décimo y en los Juegos Olímpicos de Río de Janeiro 2016.

## Palmarés
- 2008
  - 3.º en el Campeonato de Europa júnior en Keirin
- 2012
  - 3.º en el Campeonato de Europa sub-23 en Velocidad
  - Campeón de España en Velocidad por equipos (con Sergio Aliaga y José Moreno Sánchez)
- 2013
  - Campeón de España en Velocidad
  - Campeón de España en Keirin
  - Campeón de España en Velocidad por equipos (con Sergio Aliaga y José Moreno Sánchez)
  - 1.º en la Copa de México de ciclismo en pista, en Velocidad por equipos
- 2014

- - Campeón de España en Velocidad
  - Campeón de España en Velocidad por equipos (con Sergio Aliaga y José Moreno Sánchez)
- 2015
  - Campeón de España en Velocidad
  - Campeón de España en Velocidad por equipos (con Sergio Aliaga y César Octavio Ayala)

### Resultados en laCopa del Mundo
- 2012-2013
  - 3.º en Aguascalientes, en Velocidad